# Jezioro Luteckie
Jezioro Luteckie lub Lutek (niem. Luttkener See) – jezioro w Polsce, w województwie warmińsko-mazurskim, w powiecie olsztyńskim, w gminie Olsztynek.

## Położenie i charakterystyka
Jezioro leży na Równinie Olsztynka, natomiast w regionalizacji przyrodniczo-leśnej – w mezoregionie Puszcz Mazurskich, w dorzeczu Marózka–Łyna–Pregoła. Znajduje się 10 km w kierunku południowym od Olsztynka. Nad jego północnymi brzegami leży wieś Lutek.
Ma charakter przepływowy. Zasilane jest dopływem prowadzącym wody z okolic Pawłowa, spływami powierzchniowymi ze zlewni bezpośredniej, a także wodami podziemnymi.
Linia brzegowa mało rozwinięta. Brzegi na południu wysokie, gdzieniegdzie strome, na krańcach mają charakter podmokły. Dno wyrównane. W otoczeniu, oprócz zabudowań wsi, znajdują się łąki i pola, a także – w części zachodniej – lasy.
Zbiornik wodny według typologii rybackiej jezior zalicza się do sandaczowych.
Jezioro leży na terenie obwodu rybackiego jeziora Mielno w zlewni rzeki Łyna – nr 3.
Zbiornik wodny o zaawansowanej eutrofii. W 2004 roku jakość jego wód odpowiadała IV klasie czystości, podczas gdy w 1988 roku – III klasie.

## Morfometria
Według danych Instytutu Rybactwa Śródlądowego powierzchnia zwierciadła wody jeziora wynosi 38,4 ha. Średnia głębokość zbiornika wodnego to 4,5 m, a maksymalna – 10,3 m. Lustro wody znajduje się na wysokości 153,1 m n.p.m. Objętość jeziora wynosi 1754,3 tys. m³. Maksymalna długość jeziora to 1500 m, a szerokość 350 m. Długość linii brzegowej wynosi 3700 m.
Inne dane uzyskano natomiast poprzez planimetrię jeziora na mapach w skali 1:50 000 opracowanych w Państwowym Układzie Współrzędnych 1965, zgodnie z poziomem odniesienia Kronsztadt. Otrzymana w ten sposób powierzchnia zbiornika wodnego to 35,0 ha, a wysokość bezwzględna lustra wody to 153,4 m n.p.m.

## Przyroda
Roślinność przybrzeżna mało bujna, dominuje pałka wąskolistna. Wśród roślinności zanurzonej i pływającej porastającej najbujniej oba krańca jeziora przeważa rogatek.
Jezioro leży na terenie Obszaru Chronionego Krajobrazu Puszczy Napiwodzko-Ramuckiej o łącznej powierzchni 131 278,30 ha.